# The Teacher
The Teacher é uma minissérie britânica de 2022 criada por Mike Benson e Barunka O'Shaughnessy e produzida pelo Channel 5. É estrelada por Sheridan Smith como Jenna Garvey, uma professora do ensino médio acusada de ter relações sexuais com um aluno de 15 anos. A série estreou em 31 de janeiro de 2022.

## Enredo
Jenna Garvey é uma excelente professora de inglês e muito popular entre seus alunos, mas sua vida pessoal está turbulenta. Ela é acusada de fazer sexo com um de seus alunos, Kyle, após uma noite de bebedeira. Jenna decide se declarar culpada porque estava bêbada demais para se lembrar do que aconteceu naquela noite e quer evitar forçar Kyle a depor. Ela recebe uma pena de suspensão e uma pena de prestação de serviços à comunidade. Logo depois, ela descobre que as provas contra ela foram forjadas.

## Elenco
- Sheridan Smith como Jenna Garvey
- Samuel Bottomley como Kyle Hope
- Cecilia Noble como Pauline
- David Fleeshman como Roger Garvey
- Sharon Rooney como Nina
- Kelvin Fletcher como Jack
- Sarah-Jane Potts como Mary
- Tillie Amartey como Izzy
- Ian Puleston-Davies como Brian
- Karen Henthorn como DI Sowerby
- Aaronveer Dhillon como Adnan
- Anil Desai como Rick Mills
- Karen Bryson como Ava Mansouri
- Matt Devere como Jojo
- Reuben Johnson como Sean
- Harry Hepple como Gabriel

## Recepção
Carol Midgley, do The Times, deu-lhe quatro de cinco estrelas, apelidando-o de "altamente divertido" graças a Smith e aos elementos sinistros da trama. Sean O'Grady do The Independent também deu quatro de cinco estrelas, elogiando o desempenho de Smith.  Anita Singh do The Daily Telegraph deu três de cinco estrelas, também elogiando Smith, mas questionando o roteiro e a direção.